# وانغ كيانغ (تنس)
وانغ كيانغ (بالصينية: 王薔) مواليد 14 يناير 1992 في تيانجين، هي لاعبة كرة مضرب صينية بدأت مسيرتها كمحترفة سنة 2006 تلعب باليد اليمنى وتحتل حالياً المرتبة 94 (8 فبراير 2016) في تصنيف رابطة محترفات كرة المضرب.

## الخط الزمني للأداء
مفتاح
| ف | ن | ن.ن | ر.ن | د# | د.م | ل | أ.أ | ت | غ | ب | ف | ذ | م.خ | ل.ت |

(ف) فاز بالبطولة (ن) وصل النهائي (ن.ن) نصف النهائي (ر.ن) ربع النهائي (د#) الأدوار الأربعة الأولى (د.م) دور المجموعات (ل) شارك في كأس ديفيز (أ.أ) خرج من الأدوار الاولى (ت) خسر التصفيات التأهيلية (غ) غاب عن الحدث أو البطولة (ب) حصل على ميدالية برونزية (ف) حصل على ميدالية فضية (ذ) حصل على ميدالية ذهبية (م.خ) بطولة الماسترز خُفضت إلى مرتبة أقل (ل.ت) البطولة لم تعقد في السنة المعينة.
لتجنب الارتباك وازدواجية الحساب، يتم تحديث هذه المعلومات إما في نهاية البطولة، أو عندما تكون مشاركة اللاعب في البطولة قد انتهت.

### الفردي
| الدورة                        | 2014 | 2015 | 2016 | م.ف   | ف-خ |
| ----------------------------- | ---- | ---- | ---- | ----- | --- |
| بطولة أستراليا المفتوحة للتنس | غ    | د1   | د2   | 0 / 2 | 1–1 |
| دورة رولان غاروس الدولية      | غ    | د1   |      | 0 / 1 | 0–1 |
| بطولة ويمبلدون                | غ    | د1   |      | 0 / 1 | 0–1 |
| أمريكا المفتوحة               | د2   | د2   |      | 0 / 2 | 2–2 |
| الإجمالي                      | 1–1  | 1–4  | 1–1  | 0 / 6 | 3–6 |

## وصلات خارجية
- وانغ كيانغ على موقع رابطة محترفات التنس (الإنجليزية)
- وانغ كيانغ على موقع الاتحاد الدولي لكرة المضرب (الإنجليزية)
- وانغ كيانغ على موقع كأس بيلي جين كينغ (الإنجليزية)
- وانغ كيانغ على موقع خلاصة التنس.كوم (الإنجليزية)
- وانغ كيانغ على موقع إي إس بي إن.كوم (الإنجليزية)
- وانغ كيانغ على موقع اللجنة الأولمبية الدولية (الإنجليزية)
- وانغ كيانغ على موقع أوليمبيديا (الإنجليزية)

- الموقع الرسمي